# Griselinia racemosa
Griselinia racemosa là một loài thực vật có hoa trong họ Griseliniaceae. Loài này được (Phil.) Taub. mô tả khoa học đầu tiên năm 1893.